# گونشلی (آرهاوی)
گونشلی (به ترکی استانبولی: Güneşli) یک منطقهٔ مسکونی در ترکیه است که در Arhavi واقع شده‌است. گونشلی ۹۴ نفر جمعیت دارد.